# Phare de Sléttunes
Le phare de Sléttunes est un phare situé sur la côte nord du Jökulfirðir dans la région des Vestfirðir.